# 揾食珠三角

《揾食珠三角》是广州广播电视台的一档生活资讯节目，主要介绍广州和周边地区的美食，每期由不同主持人主持。首次播出时间为逢周一至五晚20:35，但现在改为逢周一至五17:55（《广视新闻》前）播出。而在周六则会以《百味广州》的名义重播之前播出的节目。